# Frédéric Protat
Frédéric Protat (Bron, 17 luglio 1966) è un pilota motociclistico francese ritiratosi dall'attività agonistica.

## Carriera
Ha ottenuto le prime vittorie in campo nazionale all'età di 20 anni nel trofeo nazionale monomarca Yamaha. È successivamente passato ai campionati europeo (dove conquista sei punti nel 1988, ventiquattro nel 1989 e chiude settimo in classifica nel 1990) e francese in classe 250 prima con Honda e poi con Aprilia (moto con la quale ha conquistato il titolo nazionale nel 1991). Negli anni seguenti ha partecipato a numerose altre edizioni del campionato francese classificandosi per due volte (2000 e 2001) in testa al campionato superbike, entrambe con una Ducati.
Il suo esordio nel motomondiale è avvenuto nella stagione 1989 in cui è stato al via di due gran premi in classe 250 alla guida di un'Aprilia; nelle due occasioni è giunto al traguardo al 22º e al 28º posto.
Le presenze successive, in maniera più continuata, sono avvenute nel motomondiale 1991, corso sempre nella medesima classe e con la stessa motocicletta; in questo caso, al termine della stagione ha ottenuto 4 punti nella classifica generale. È restato a competere sempre in 250 per le tre stagioni successive, dapprima con moto Aprilia e, nel 1994, su una Honda del team Tech 3. Solo nel motomondiale 1993 è riuscito però ad ottenere piazzamenti validi per ottenere punti nella classifica iridata.
Nel 1995 è passato a competere nella classe 500 guidando una ROC Yamaha con la quale, in quella e nella stagione successiva, ottiene alcuni piazzamenti validi per le classifiche tra cui il migliore è l'ottavo posto in occasione del Gran Premio motociclistico di Francia 1996.
L'ultima stagione corsa nel motomondiale è quella del 1997 dove però non riesce ad ottenere punti per le classifiche mondiali.
È passato poi a competere nel campionato mondiale Superbike dove risulta nelle classifiche dal 1998 al 2000 e in seguito in quella del 2003. Nelle prime quattro stagioni ha gareggiato con una Ducati in una squadra di sua proprietà (FP Racing) e nell'ultima con una Yamaha.
Nel 2006 ha vinto la 24 Ore di Le Mans motociclistica valida per il campionato mondiale Endurance. Le ultime apparizioni sono in trofei minori, quali il campionato Protwin francese nel quale conquista la sua ultima vittoria nel 2010 sul circuito di Magny-Cours in sella a una Ducati 1098.

## Risultati in gara

### Motomondiale
| 1989 | Classe | Moto    |  |  |  |    |  |    |  |  |  |  |    |  |  |    |  | Punti | Pos. |
| ---- | ------ | ------- |  |  |  | -- |  | -- |  |  |  |  | -- |  |  | -- |  | ----- | ---- |
| 1989 | 250    | Aprilia |  |  |  | NQ |  | NQ |  |  |  |  | 22 |  |  | 28 |  | 0     |      |

| 1991 | Classe | Moto    |    |    |     |     |     |    |     |    |    |     |    |    |     |     |  | Punti | Pos. |
| ---- | ------ | ------- | -- | -- | --- | --- | --- | -- | --- | -- | -- | --- | -- | -- | --- | --- |  | ----- | ---- |
| 1991 | 250    | Aprilia | 30 | 13 | Rit | Rit | Rit | NP | Rit | 15 | 17 | Rit | 21 | 21 | Rit | Rit |  | 4     | 33º  |

| 1992 | Classe | Moto    |     |     |     |    |    |    |    |    |    |    |    |    |     |  |  | Punti | Pos. |
| ---- | ------ | ------- | --- | --- | --- | -- | -- | -- | -- | -- | -- | -- | -- | -- | --- |  |  | ----- | ---- |
| 1992 | 250    | Aprilia | Rit | Rit | Rit | 16 | 19 | 12 | 19 | 17 | 16 | 12 | 19 | 20 | Rit |  |  | 0     |      |

| 1993 | Classe | Moto    |     |     |    |    |     |    |     |     |    |    |    |     |    |    |  | Punti | Pos. |
| ---- | ------ | ------- | --- | --- | -- | -- | --- | -- | --- | --- | -- | -- | -- | --- | -- | -- |  | ----- | ---- |
| 1993 | 250    | Aprilia | Rit | Rit | 20 | 16 | Rit | 16 | Rit | Rit | 16 | 12 | 15 | Rit | 13 | 19 |  | 8     | 25º  |

| 1994 | Classe | Moto  |    |    |    |    |    |     |     |    |     |     |    |     |    |     |  | Punti | Pos. |
| ---- | ------ | ----- | -- | -- | -- | -- | -- | --- | --- | -- | --- | --- | -- | --- | -- | --- |  | ----- | ---- |
| 1994 | 250    | Honda | 18 | 18 | 17 | 19 | 17 | Rit | Rit | 20 | Rit | Rit | 20 | Rit | 17 | Rit |  | 0     |      |

| 1995 | Classe | Moto       |    |    |    |     |    |    |     |    |    |    |    |     |     |  |  | Punti | Pos. |
| ---- | ------ | ---------- | -- | -- | -- | --- | -- | -- | --- | -- | -- | -- | -- | --- | --- |  |  | ----- | ---- |
| 1995 | 500    | ROC Yamaha | 18 | 11 | 23 | Rit | 18 | NP | Rit | 12 | 16 | 17 | 17 | Rit | Rit |  |  | 9     | 25º  |

| 1996 | Classe | Moto       |   |    |     |    |    |   |    |    |    |     |    |     |    |    |    | Punti | Pos. |
| ---- | ------ | ---------- | - | -- | --- | -- | -- | - | -- | -- | -- | --- | -- | --- | -- | -- | -- | ----- | ---- |
| 1996 | 500    | ROC Yamaha | 9 | 14 | Rit | 13 | 15 | 8 | 15 | 14 | 14 | Rit | 19 | Rit | 13 | 16 | 13 | 32    | 15º  |

| 1997 | Classe | Moto       |     |    |     |    |     |    |    |    |     |    |    |     |     |     |    | Punti | Pos. |
| ---- | ------ | ---------- | --- | -- | --- | -- | --- | -- | -- | -- | --- | -- | -- | --- | --- | --- | -- | ----- | ---- |
| 1997 | 500    | ROC Yamaha | Rit | 17 | Rit | 17 | Rit | 18 | 17 | 18 | Rit | 17 | 17 | Rit | Rit | Rit | 18 | 0     |      |

| Legenda | 1º posto        | 2º posto            | 3º posto            | A punti      | Senza punti        | Grassetto – Pole position Corsivo – Giro più veloce |
| Legenda | Gara non valida | Non qual./Non part. | Ritirato/Non class. | Squalificato | '-' Dato non disp. | Grassetto – Pole position Corsivo – Giro più veloce |

### Campionato mondiale Superbike
| 1998 | Moto           |    |    |     |    |    |    |    |    |    |    |    |    |    |    |    |     |    |    |     |     |     |    |  |  |  |  | Punti | Pos. |
| ---- | -------------- | -- | -- | --- | -- | -- | -- | -- | -- | -- | -- | -- | -- | -- | -- | -- | --- | -- | -- | --- | --- | --- | -- |  |  |  |  | ----- | ---- |
| 1998 | Honda e Ducati | 21 | 19 | Rit | 23 | 16 | 16 | 19 | 13 | NP | NP | 18 | 17 | 15 | 15 | 23 | Rit | 17 | 19 | Rit | Rit | Rit | NP |  |  |  |  | 5     | 37º  |

| 1999 | Moto   |  |  |  |  |    |    |  |  |     |     |    |    |  |  |     |    |     |    |   |    |     |    |    |    |  |  | Punti | Pos. |
| ---- | ------ |  |  |  |  | -- | -- |  |  | --- | --- | -- | -- |  |  | --- | -- | --- | -- | - | -- | --- | -- | -- | -- |  |  | ----- | ---- |
| 1999 | Ducati |  |  |  |  | 15 | 15 |  |  | Rit | Rit | 15 | 19 |  |  | Rit | 14 | Rit | 19 | 9 | 13 | Rit | NP | 15 | 16 |  |  | 16    | 29º  |

| 2000 | Moto   |  |  |  |  |  |  |  |  |    |     |  |  |    |     |    |    |  |  |    |     |  |  |  |  |  |  | Punti | Pos. |
| ---- | ------ |  |  |  |  |  |  |  |  | -- | --- |  |  | -- | --- | -- | -- |  |  | -- | --- |  |  |  |  |  |  | ----- | ---- |
| 2000 | Ducati |  |  |  |  |  |  |  |  | 17 | Rit |  |  | 14 | Rit | 16 | 18 |  |  | 21 | Rit |  |  |  |  |  |  | 2     | 48º  |

| 2001 | Moto   |    |    |  |  |  |  |  |  |  |  |  |  |    |     |  |  |  |  |  |  |  |  |  |  |  |  | Punti | Pos. |
| ---- | ------ | -- | -- |  |  |  |  |  |  |  |  |  |  | -- | --- |  |  |  |  |  |  |  |  |  |  |  |  | ----- | ---- |
| 2001 | Ducati | 16 | 18 |  |  |  |  |  |  |  |  |  |  | 21 | Rit |  |  |  |  |  |  |  |  |  |  |  |  | 0     |      |

| 2003 | Moto   |  |  |  |  |  |  |  |  |  |  |  |  |  |  |  |  |  |  |  |  |  |  |    |    |  |  | Punti | Pos. |
| ---- | ------ |  |  |  |  |  |  |  |  |  |  |  |  |  |  |  |  |  |  |  |  |  |  | -- | -- |  |  | ----- | ---- |
| 2003 | Yamaha |  |  |  |  |  |  |  |  |  |  |  |  |  |  |  |  |  |  |  |  |  |  | 14 | 15 |  |  | 3     | 40º  |

| Legenda | 1º posto        | 2º posto            | 3º posto           | A punti      | Senza punti        | Grassetto – Pole position Corsivo – Giro più veloce |
| Legenda | Gara non valida | Non qual./Non part. | Ritirato/Non class | Squalificato | '-' Dato non disp. | Grassetto – Pole position Corsivo – Giro più veloce |